# Kälviä
Kälviä (prononcé [ˈkælviæ]) est une ancienne municipalité de l'ouest de la Finlande, dans région d'Ostrobotnie-Centrale, au bord du Golfe de Botnie.
La commune a fusionné en 2009 avec la commune de Kokkola
C'est la municipalité de naissance de l'architecte Lars Sonck.

## Géographie
L'ancienne commune offre un résumé intéressant de la géographie de la région dans son ensemble. Elle se présente en effet comme une longue bande de terre de 75 km de long, s'étendant du Golfe de Botnie jusqu'à la limite du Suomenselkä. La largeur n'excède que rarement 10 km et la commune est même séparée en deux parties par une bande de terre appartenant à la municipalité d'Ullava.
La zone côtière est agricole, plane et densément peuplée. Le village centre est situé à tout juste 17 km du centre de la capitale régionale Kokkola, traversé par la nationale 28 qui file vers l'Est et vers Kajaani.
La nationale 8, le grand axe de l'ouest du pays, traverse également la commune. Elle met le village à 140 km de Vaasa et 190 d'Oulu. Helsinki est à environ 500 km.
L'intérieur de la commune est beaucoup plus sauvage, couvert de forêts inhabitées et de marais. On y trouve une allusion dans le blason de la municipalité, 3 massettes, une plante typique des régions humides et marécageuses, sur fond bleu.

## Lieux et monuments
- Église de Kälviä (fi).

## Personnalités
- Lucina Hagman, femme politique
- Kauno Kleemola, homme politique
- Lars Sonck, architecte